# اچ‌ام‌اس باکینگهام (۱۷۵۱)
اچ‌ام‌اس باکینگهام (۱۷۵۱) (به انگلیسی: HMS Buckingham (1751)) یک کشتی بود که طول آن ۱۶۰ فوت (۴۸٫۸ متر) بود. این کشتی در سال ۱۷۵۱ ساخته شد.